# Hugo Senfft von Pilsach

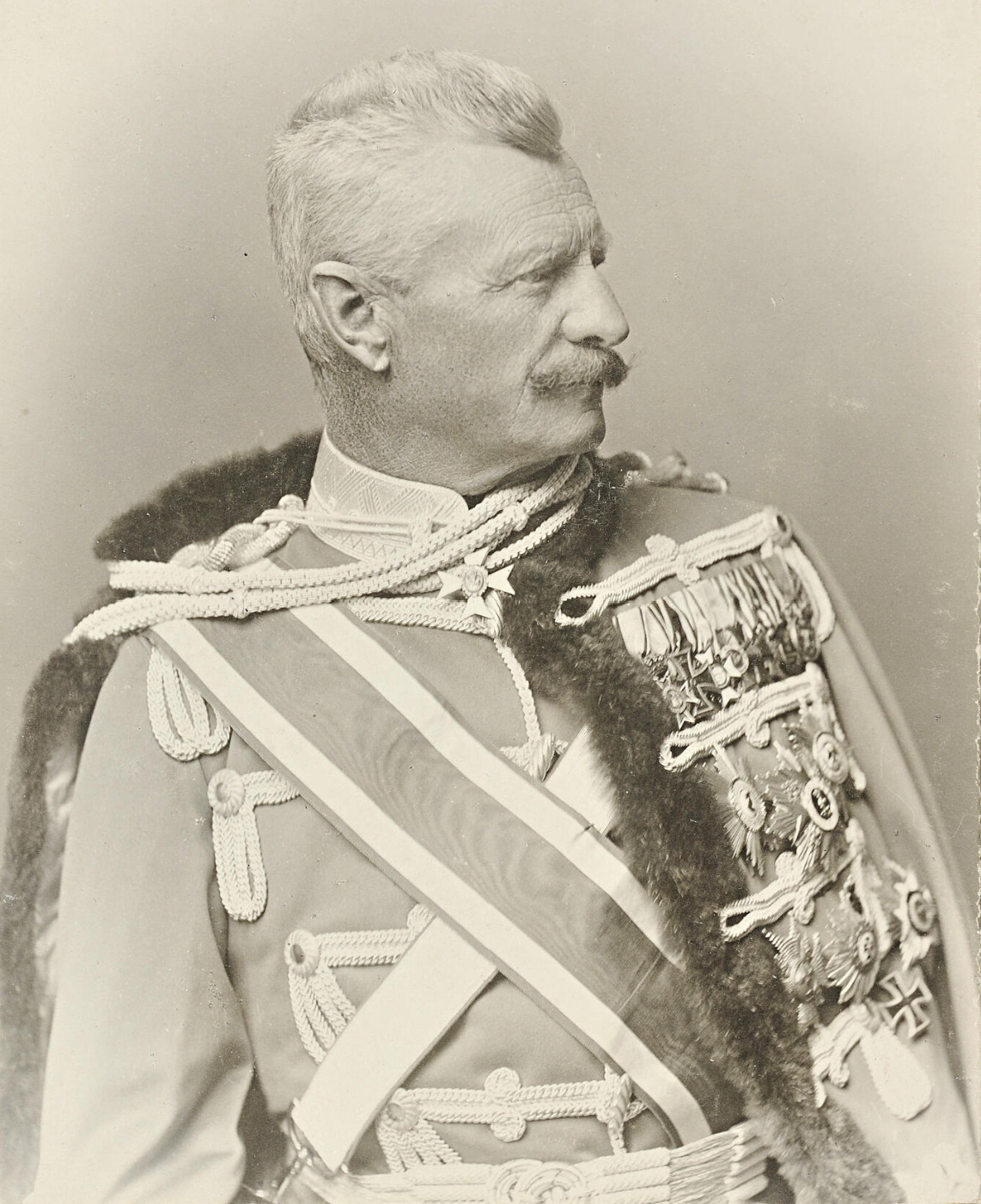
Hugo Senfft von Pilsach

Wilhelm Hugo Senfft von Pilsach (* 29. April 1821 in Dresden; † 27. Juni 1903 in Gönnsdorf) war ein sächsischer General der Kavallerie.

## Leben

### Familie
Er stammt aus dem Uradelsgeschlecht Senfft von Pilsach und ist der zweitälteste Sohn des Generalleutnants Gustav Senfft von Pilsach (1790–1867) und der Henriette Gräfin von der Schulenburg (1790–1854). Er heiratete 1852 in Nossen Auguste von Helldorff, mit der er gemeinsam in Gönnsdorf, einem heutigen Dresdner Ortsteil, lebte. Aus dieser Ehe gingen vier Kinder hervor, darunter der Generalmajor Maximilian Senfft von Pilsach (1854–1931).

### Militärkarriere
Nach dem Besuch des Dresdner Kadettenhauses trat Senfft am 1. Januar 1839 in das 2. leichte Reiter-Regiment „Prinz Johann“ der Sächsischen Armee ein und avancierte im selben Jahr zum Leutnant. 1846/47 unternahm er Reisen durch Südeuropa, stieg 1849 zum Oberleutnant auf und nahm an der Niederschlagung des Dresdner Maiaufstandes teil. Nachdem man ihn 1852 zum Rittmeister befördert hatte, wurde er zur Dienstleistung bei König Johann kommandiert und trat 1860 mit der Ernennung zum Eskadronchef im Garde-Reiter-Regiment in den Truppendienst zurück. In den Jahren 1861/62 war er zum Remonteankauf nach Bayern, Österreich und Ungarn kommandiert. Bis 1865 avancierte Senfft zum Oberstleutnant. Als Oberst und Kommandeur des 2. Reiter-Regiments nahm er 1866 während des Krieges gegen Preußen an den Schlachten bei Gitschin und Königgrätz teil.
Am 31. Dezember 1869 erfolgte als Generalmajor seine Ernennung zum Kommandeur der 2. Kavallerie-Brigade Nr. 24, die Senfft im folgenden Krieg gegen Frankreich in den Kämpfen bei Gravelotte–St. Privat, Buzancy, Nouart, Beaumont, Sedan und Saint-Quentin sowie der Belagerung von Paris führte. Für sein Wirken erhielt er das Ritterkreuz des Militär-St.-Heinrichs-Orden und beide Klassen des Eisernen Kreuzes.
Nach dem Friedensschluss wurde Senfft im März 1874 Generalleutnant und Kommandeur der Kavallerie-Division in Dresden. In dieser Stellung würdigte ihn König Albert mit dem Großkreuz des Albrechts-Ordens und erhielt die Erlaubnis zur Annahme des Roten Adlerordens I. Klasse. Infolge des Wegfalls seiner Dienststelle reichte Senfft seinen Abschied ein, der ihm am 14. März 1887 unter Beförderung zum General der Kavallerie und Stellung à la suite des 2. Husaren-Regiments „Kronprinz Friedrich Wilhelm des Deutschen Reichs und von Preußen“ Nr. 19 mit Pension bewilligt wurde. Senfft von Pilsach starb 1903 in Gönnsdorf und wurde auf dem Friedhof Weißig in Dresden beigesetzt.